# Shantae: Risky's Revenge
Shantae: Risky's Revenge est un jeu de plates-formes développé par WayForward Technologies pour le service de distribution numérique DSiWare. Il est sorti en Amérique du Nord le 4 octobre 2010 puis en Europe le 11 février 2011. C'est la suite de Shantae sorti sur Game Boy Color et le jeu sera suivi par trois autres titres, une suite sur Nintendo 3DS, Shantae and the Pirate's Curse ; Shantae: Half-Genie Hero, qui sortira sur Microsoft Windows, PlayStation 4, PlayStation Vita, Wii U, Nintendo Switch et Xbox One, et Shantae and the Seven Sirens sortie en 2020 sur Microsoft Windows, Playstation 4, Xbox One et Nintendo Switch. Le jeu a été porté sur iOS en octobre 2011 et une version « Director's Cut » est sortie sur Steam le 15 juillet 2014,.

## Intrigue
Les choses sont calmes à Scuttle Town depuis l'affrontement entre Shantae et la pirate Risky Boots. Au cours de l'Expo annuelle des chasseurs de trésor, elle et ses amis regardent leur ami le chasseur de trésors Mimic dévoiler sa dernière découverte : une lampe d'apparence ordinaire enfermée dans la roche. Alors qu'ils commencent à se demander de quoi il s'agit, la tristement célèbre Risky Boots gâche l'exposition et vole la lampe. Dans la rapide bataille qui s'ensuit, Shantae est assommée, ce qui permet à la pirate vengeresse de s'enfuir. Blâmant la demi-génie pour le désordre dans la ville et pour son incapacité à faire son travail, le Maire de Scuttle Town décide de renvoyer Shantae de son poste de gardien de la ville.
Même si elle n'est plus génie gardienne, Shantae décide qu'il est de sa responsabilité d'arrêter le nouveau plan de Risky Boots. Que cache cette mystérieuse lampe ? Qu'est-ce que la maléfique pirate a l'intention d'en faire ?

## Système de jeu
Les joueurs prennent le contrôle de Shantae, une demi-génie qui doit explorer plusieurs zones afin d'arrêter sa pire ennemie, Risky Boots. La principale méthode de défense de Shantae est d'attaquer les ennemis avec ses cheveux, bien qu'elle puisse également acquérir des sorts magiques qui lui permettent d'utiliser diverses attaques à distance. Afin de progresser dans le jeu, Shantae doit trouver différents sorts de métamorphose. Ces sorts, activés en réalisant une danse du ventre, transforment Shantae en différents animaux avec des talents uniques : un singe qui peut grimper à certaines surfaces verticales et voler d'un mur à l'autre, un éléphant qui peut détruire des rochers pour ouvrir de nouvelles voies et une sirène qui peut nager sous l'eau.

## Développement

### Premières tentatives de suites à Shantae
Shantae Advance, également appelé Shantae 2: Risky Revolution, était une suite développée pour la Game Boy Advance, mais a été annulée faute d'éditeur. Une démo du premier monde a été développée, et bien que le jeu n'ait pas été publié, WayForward a publié en streaming une présentation complète de celui-ci le 3 octobre 2013, pendant sa promotion du financement participatif de Half-Genie Hero.
Shantae Advance devait être constitué de huit chapitres sur sept villes, six îles et six labyrinthes ; la durée de vie était estimée à 20 heures. En plus du système de jeu normal, six mini-jeux et un mode battle en multijoueur étaient prévus.
Quatre des labyrinthes devaient avoir pour thème les quatre saisons ; le premier, montré dans la démo, était basé sur l'automne, et sa salle principale était remplie de feuilles mortes. Un mini-boss récurrent du labyrinthe de l'automne était un ennemi bleu qui dormait dans un sarcophage jusqu'à ce que le joueur résolve une énigme pour l'ouvrir ; après quoi il attaquait Shantae en la prenant sur ses genoux pour lui donner une fessée (« spank »), c'est pourquoi il est surnommé « Spanky Joe » dans la vidéo.
Le scénario de Shantae Advance impliquait Risky et ses Tinkerbats, qui après avoir creusé sous Sequin Land pour y planter un pilier en son milieu, leur permettait de le faire tourner à volonté. Le système de jeu utilisait cet aspect, en alignant le premier plan avec des éléments de l'arrière-plan, le joueur pouvait avoir accès à de nouvelles zones.
De nouveaux éléments faisaient leur apparition dans le système de jeu de Shantae Advance, dont la possibilité de passer du premier plan à l'arrière-plan, la nage, le vol en 3D sur le dos de l'oiseau de Sky, Wrench, et de nouvelles métamorphoses pour Shantae ; dont un crabe et une sirène ; cette dernière transformation ayant été portée dans Risky's Revenge, tandis que l'équipe envisage de ramener le crabe dans Half-Genie Hero.
Comme le jeu d'origine, Shantae Advance a été développé par Matt Bozon sur son temps libre.
Une autre tentative de suite à Shantae, intitulée Shantae: Risky Waters, était prévue sur la Nintendo DS avec un système de jeu expérimental tirant parti de la fonction d'écran double de la console. Ces plans ont été abandonnés après que WayForward ait à nouveau échoué à trouver un éditeur.

### Développement ultérieur
La version WiiWare, décrite comme « une expérience en cours avec la 2D sur la Wii », ainsi que le développement d'une version Nintendo DS et la suite annulée sur Game Boy Advance ont été révélés en mai 2008 sur la newsletter de WayForward.
Le 15 septembre 2009, Shantae: Risky's Revenge a été dévoilé en tant que titre téléchargeable du DSiWare au cours du Nintendo of America's 2009 Holiday, avec une date de sortie prévue au quatrième trimestre 2009. Les détails sur cette suite en trois épisodes ont été révélés dans l'édition de novembre 2009 de Nintendo Power. Le jeu a ensuite été prévu pour une sortie au premier trimestre 2010[citation nécessaire]. Fin septembre, WayForward a envoyé un mail à tous les membres du Shantae Fan Club, annonçant que le jeu serait officiellement disponible en Amérique du Nord le 4 octobre 2010 et dans un communiqué de presse officiel, il a été dévoilé que Shantae: Risky's Revenge ne serait plus publié sous forme d'épisodes mais sortirait en entier pour le prix de 1 200 Nintendo Points.

## Réception
Shantae: Risky's Revenge a reçu les louanges de la critique, de nombreux critiques déclarant qu'il s'agissait du meilleur titre disponible sur le DSiWare, avec un score de 85/100 sur Metacritic et de 86 % sur GameRankings. Les critiques ont loué le jeu pour ses beaux graphismes, sa musique excellente et pour son style « Old School » similaire à Castlevania et Metroid, mais avec de nouvelles idées. Une plainte fréquente concernait le système de carte peu performant. IGN a dit que le jeu était un travail de passionné, une suite qui ne décevait pas, et lui a attribué une note de 9/10. IGN a ensuite octroyé à Risky's Revenge son Best Visuals Award (Prix des meilleurs graphismes) et celui du Best DS Game for 2010 (Meilleur jeu DS 2010). La version iOS a également été bien reçue, mais un peu moins que la version DSi, avec un score Metacritic de 75/100 selon sept critiques et 83 % selon GameRankings.
1UP.com a donné au jeu une note A-, Eurogamer lui a attribué une note de 6/10, GamesRadar+ lui a donné 4 étoiles et demi sur 5, Nintendo World Report lui a attribué un 9/10. App Spy a donné à la version iOs du jeu un 4/5.